# Honda Gold Wing
Die Gold Wing ist ein schweres Reisemotorrad mit wassergekühltem Vier- oder Sechszylinder-Boxermotor und Kardanantrieb von Honda. Das erste Modell GL 1000 mit 1000 cm³ Hubraum wurde im Herbst 1974 auf der IFMA in Köln präsentiert. Sie wurde anfangs in Japan gefertigt und ab 1979, vor allem für den amerikanischen Markt, in Marysville, Ohio (USA). Mitte 2009 wurde die Motorradproduktion im Werk Marysville eingestellt und nach Kumamoto (Japan) verlegt. Im Laufe der langjährigen Weiterentwicklung dieser Baureihe vergrößerte der Hersteller den Hubraum nach und nach bis auf aktuell 1833 cm³.
Die Honda Motor Co., Ltd. betrachtet die Gold Wing als ihr Flaggschiff – entwickelt und gebaut für Motorradfahrer, die höchsten Komfort, Sicherheit und Wetterschutz auf weiten Reisen erwarten und für die der Anschaffungspreis und das Fahrzeuggewicht nur eine untergeordnete Rolle spielen. Dazu wurden viele Ausstattungsdetails wie Audio- und CB-Funk-Anlagen, Antiblockiersystem (ABS), Tempomat, Sitzheizung, Rückwärtsgang oder Airbag aus dem Automobilbereich in das Konzept einbezogen, manchmal lange vor den Mitbewerbern oder, wie der Airbag, als Alleinstellungsmerkmal. Kritiker und Bewunderer bezeichnen sie deshalb oft als „Auto auf zwei Rädern“ oder „Königin der Landstraße“. Die Vereinigten Staaten bleiben der Hauptabsatzmarkt für die Honda Gold Wing, auch nach der Einstellung der Produktion dort.

## Entwicklungsgeschichte
1972 wollte Honda der Konkurrenz von Kawasaki, BMW und Moto Guzzi Paroli bieten und baute einen Sechszylinder-Boxermotor mit 1470 cm³ in einen neu konstruierten Rahmen ein. Dieser 220 kg schwere Prototyp mit der Bezeichnung M1/AOK ging nicht in Serie. Es wird kolportiert, die Heckpartie einschließlich Getriebe, Kardan, Bremse, Auspuffanlage und Sitzbank sei kopiert und entspreche der BMW R 75/5, sofern es nicht gar Original-BMW-Teile waren. Die Gabel stammte aus dem vorhergehenden Topmodell Honda CB 750 Four. Honda veränderte das Konzept und konstruierte statt des Sechszylinders einen wassergekühlten Vierzylinder-Boxermotor (mit 180° Hubzapfenversatz) und Zahnriemenantrieb für die oben liegenden Nockenwellen, die zwei Ventile pro Zylinder betätigen. Das Getriebe ist unter der Kurbelwelle im Motorblock integriert und der Generator dreht sich gegenläufig zur Kurbelwelle, um das Rückdrehmoment beim Beschleunigen zu verringern. Vier Gleichdruckvergaser von Keihin mit 32 mm Durchlass bereiten das Gemisch auf. Der Motor wurde mit 72 mm Bohrung und 61,4 mm Hub kurzhubig ausgelegt. In den mehr als vierzig Jahren Bauzeit vergrößerte Honda mehrfach den Motor der Baureihe und bot immer wieder neue Ausstattungsdetails an, welche die Gold Wing zu einem der schwersten und teuersten Tourenmotorräder auf dem Markt machten.

## Modelle

### GL1000 (GL 1: 1974–1977, GL2: 1978–1979)

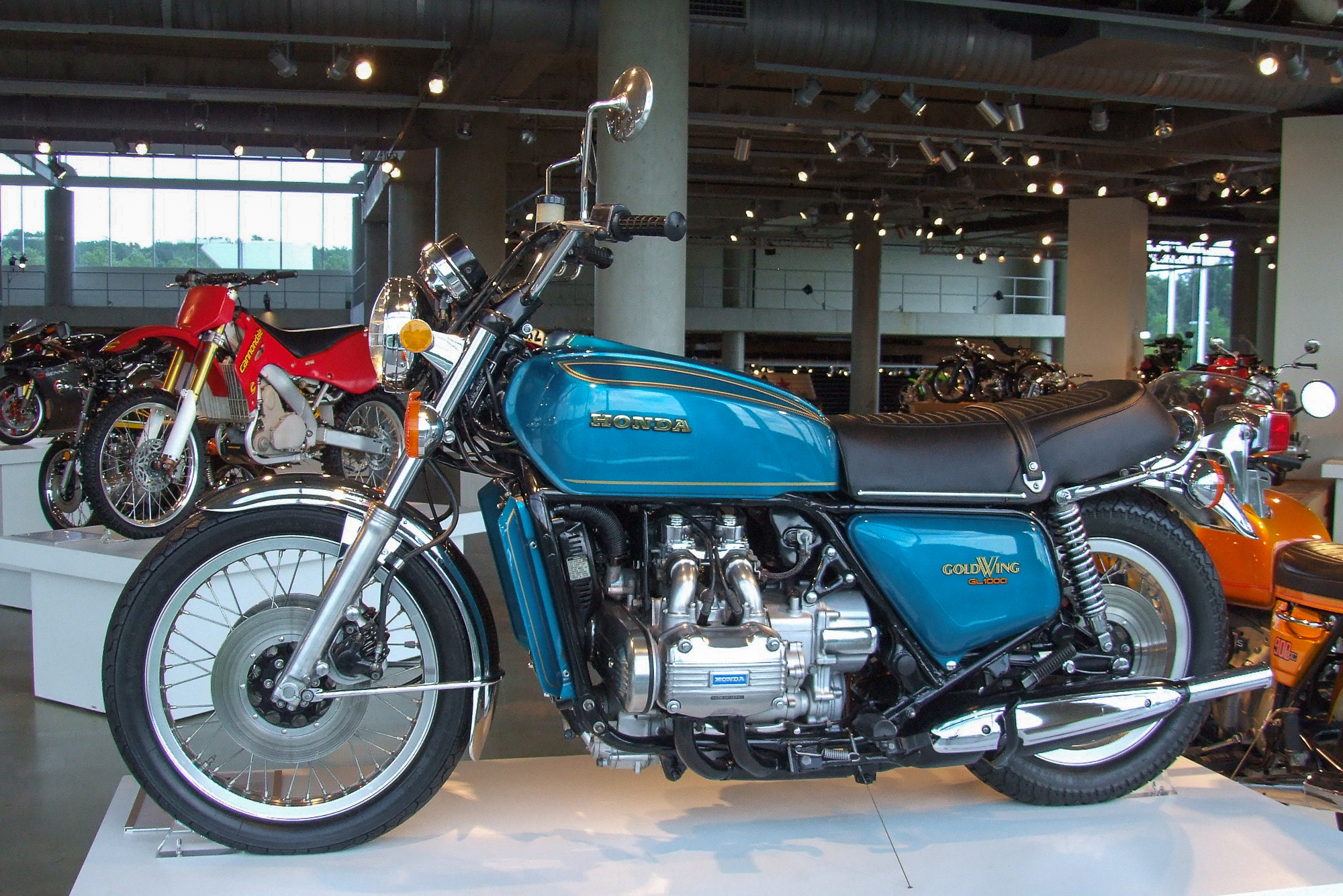
Honda Gold Wing GL 1000 (1975)

Die erste Gold Wing hat einen wassergekühlten Vierzylinder-Boxermotor mit 1000 cm³ Hubraum bei 61 kW (82 PS) Leistung. Sie wurde 1975 in Deutschland für 9268 DM angeboten, was inflationsbereinigt heute einem Betrag von 14.800 Euro entspricht.
Die GL 1000 war die erste japanische Serienmaschine mit Kardanantrieb – BMW hatte diese Art der Kraftübertragung bereits seit 1923 in der R 32 in Form eines Wellenantriebs. Neu bei einem Motorrad war die Bremsanlage mit drei Scheibenbremsen. Das Fahrwerk war wegen des hohen Gewichts von 295 kg in schnellen Kurven überfordert und kam dann manchmal gefährlich ins Schwimmen.
Unter dem Deckel der Tankattrappe mit Kraftstoffanzeige vor dem Fahrer befinden sich ein Ablagefach und der Benzinstutzen; der 19 Liter fassende Kraftstoffbehälter selbst liegt im Rahmendreieck unter der Sitzbank, womit zusammen mit dem unterhalb der Kurbelwelle angebrachten Getriebe ein möglichst tiefer Schwerpunkt gewährleistet wird. Dieses Bauprinzip wird bis zu den heutigen Modellen beibehalten. Die Seitendeckel der Tankattrappe lassen sich bei der GL 1000 noch herunterklappen; dies ist bei den nachfolgenden Modellen nicht mehr möglich. Links befinden sich die Bordelektrik mit Blinkgeber, Lichtmaschinen-Laderegler und Sicherungen. Unter der rechten Klappe stecken der Kühlmittel-Ausgleichsbehälter und – bei K0, K1 und K2 – der aufsteckbare Not-Kickstarter, der an eine Welle hinter der Lichtmaschine gesteckt werden kann und bei leerer Batterie noch ein Starten ermöglicht.
Die GL 1000 wurde während ihrer Bauzeit in jedem Jahr mit einem neuen internen Modellnamen bedacht:
| Baujahr   | Modell | hervorzuhebende Verbesserung/Änderung                                                      |
| --------- | ------ | ------------------------------------------------------------------------------------------ |
| 1974–1975 | K0     | die „Urmaschine“, vorgestellt 1974 auf der IFMA in Köln                                    |
| 1976      | K1/LTD | limitierte Auflage von 1295 Stück, goldeloxierte Speichen und Felgen, verchromte Schrauben |
| 1977      | K2     | Kegel- statt Kugellager im Lenkkopf, Tacho mit mph und km/h                                |
| 1978      | K3     | Comstar-Felgen (vorne Stahl, hinten Alu), Chrom-Auspuff, längere Gabel, FVQ-Dämpfersystem  |
| 1979      | K4/KZ  | rechteckige Blinker, Halogenscheinwerfer                                                   |

Traurige Berühmtheit erhielt die Gold Wing wegen drei spektakulärer Unfälle ohne Fremdeinwirkung, einer davon tödlich, im Zusammenhang mit der vom TÜV Bayern abgenommenen „Cockpit“-Lenkerverkleidungen der Firma Krauser. Honda wurde trotz persönlicher Anschreiben seiner Gold-Wing-Kunden, in denen vor der Verwendung der Verkleidung ausdrücklich gewarnt wurde, zu einer Schadenersatzzahlung verurteilt.
Da 1980 die GL 1100 auf den deutschen Markt kommen sollte, wurde in jenem Jahr der Kaufpreis drastisch reduziert. So verkaufte ein bekannter Motorradhändler die letzten GL 1000 für 6666,66 DM. Dies entspricht heute 8.800 Euro.

### GL1100 (1980–1983, SC02)

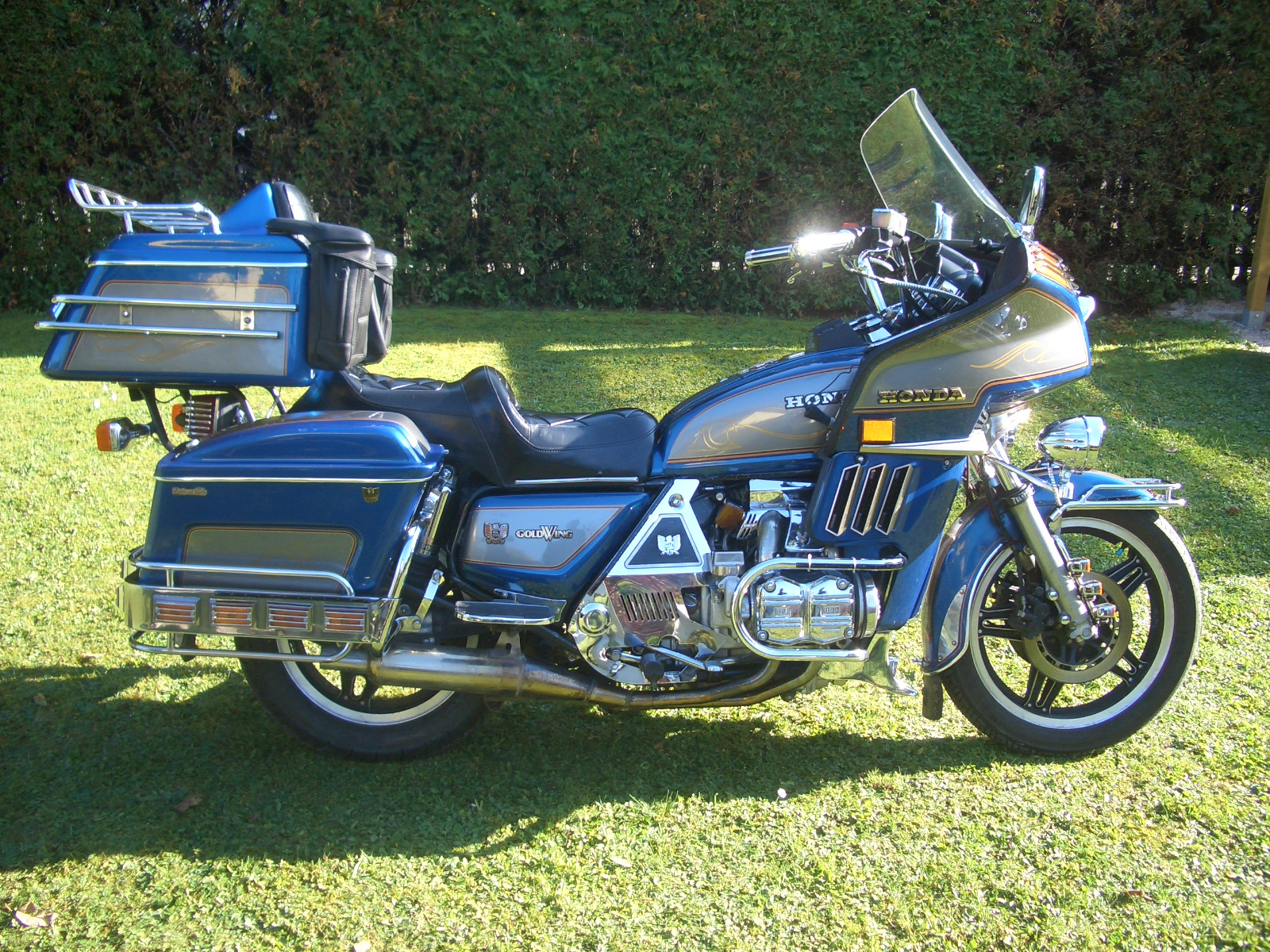
GL 1100 Interstate, SC02, 1982

Der auf 1085 cm³ Hubraum vergrößerte Motor hat bei etwa gleicher Leistung ein höheres Drehmoment von 90 Nm (GL 1000: 80 Nm) und ein verbessertes Fahrwerk. Später kamen zusätzliche Ausstattungen hinzu: Frontscheibe, Vollverkleidung, Koffersatz bis hin zum Luxus-Tourenmodell „Aspencade“.
Zudem hatte das Modell Aspencade ab Baujahr 1982 eine Integralbremse, die beim Betätigen der Fußbremse sowohl auf die hintere als auch die vordere rechte Bremse wirkte. Allerdings wurde dieses Modell nie offiziell nach Deutschland importiert – wer die Aspencade kaufen wollte, musste auf Grauimporte zurückgreifen.

### GL1200DX (1984–1988, SC14)

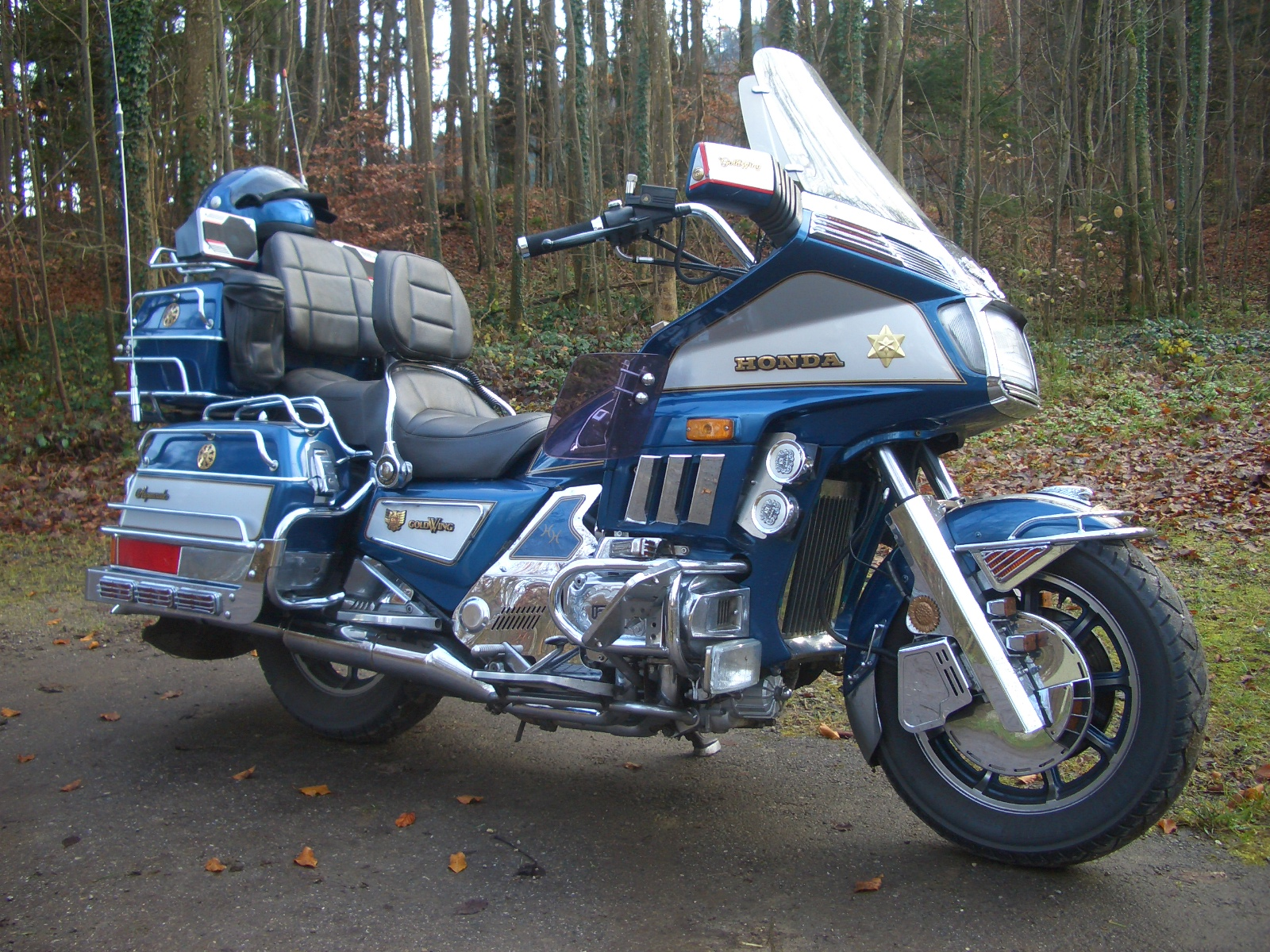
GL 1200 Aspencade, SC14, 1986

Die letzte Gold Wing mit Vierzylindermotor wiegt 333 kg und hat einen Motor mit Hydrostößeln, der 70 kW (94 PS) bei 7000/min leistet. Sie ist die erste Gold Wing, bei der die Armaturen fest in die Verkleidung eingebaut statt auf dem Lenkkopf montiert sind (Ausnahme ist die Standard ohne Verkleidung). Außerdem gab es ab dem Modell Aspencade die bei der GL 1100 eingeführte Integralbremse. Wie schon bei der GL 1100 wurde nur das Modell Interstate offiziell nach Deutschland verkauft, sodass das Integralbremssystem wieder den Grauimporten vorbehalten blieb.
Von der GL 1200 gibt es vier verschiedene Ausführungen mit folgenden Unterscheidungsmerkmalen:
| Ausführung   | Beschreibung                                                                                           |
| ------------ | --- |
| Standard     | „Naked Bike“ ohne Verkleidung und Koffer, analoge Rundinstrumente                                      |
| Interstate   | zusätzlich Vollverkleidung, Seitenkoffer und Topcase                                                   |
| Aspencade    | zusätzlich Digitalinstrumente, Integralbremse, Radio/Cassette, eingebauter Kompressor für Luftfederung |
| LTD und SE-i | zusätzlich Einspritzanlage, Niveauregulierung, Tempomat, Kurvenlichter, Bordcomputer, CB-Funk          |

### GL1500 (Sechszylinder, 1988–2001, SC22)
| Honda GL 1500 SE (1993) | Daten                                                    |
| Motor                   | 6-Zylinder-Viertakt-Boxer-Motor                          |
| Hubraum                 | 1520 cm³                                                 |
| Bohrung × Hub           | 71 × 64 mm                                               |
| Verdichtung             | 1:9,8                                                    |
| Leistung bei 1/min      | 74 kW (98 PS) bei 5200                                   |
| Drehmoment bei 1/min    | 150 Nm bei 4000                                          |
| Vergaser                | 2 Keihin-CV-Fallstromvergaser, Ø 33 oder 36 mm           |
| Kühlung                 | Wasserkühlung                                            |
| Getriebe                | 5-Gang-Getriebe mit Overdrive plus elektr. Rückwärtsgang |
| Endantrieb              | Kardanantrieb                                            |
| Kupplung                | Mehrscheibenkupplung im Ölbad                            |
| Rahmen                  | Doppelschleifen-Stahlrohrrahmen                          |
| Bremse vorne            | Doppelscheibenbremse, Ø 296 mm                           |
| Bremse hinten           | Scheibenbremse, Ø 296 mm                                 |
| Federung vorn           | Teleskopgabel, Ø 41 mm, hydraulisch gedämpft             |
| Federweg vorn           | 140 mm                                                   |
| Federung hinten         | Schwinge, rechts luftunterstützt                         |
| Federweg hinten         | 105 mm, Vorspannung pneumatisch verstellbar              |
| Radstand                | 1700 mm                                                  |
| Gesamtlänge             | 2630 mm                                                  |
| Gesamtbreite            | 955 mm                                                   |
| Gesamthöhe              | 1525 mm                                                  |
| Sitzhöhe                | 770 mm                                                   |
| Reifengröße vorne       | 130/70R18 63H                                            |
| Reifengröße hinten      | 160/80R16 75H                                            |
| Leergewicht             | 390 kg                                                   |
| Zul. Gesamtgewicht      | 570 kg                                                   |
| Tankinhalt              | 23 Liter                                                 |
| Normverbrauch           | 6,5 l/100 km (Benzin)                                    |
| Höchstgeschwindigkeit   | 184 km/h                                                 |
| Beschleunigung          | 4,9 Sekunden bis 100 km/h                                |

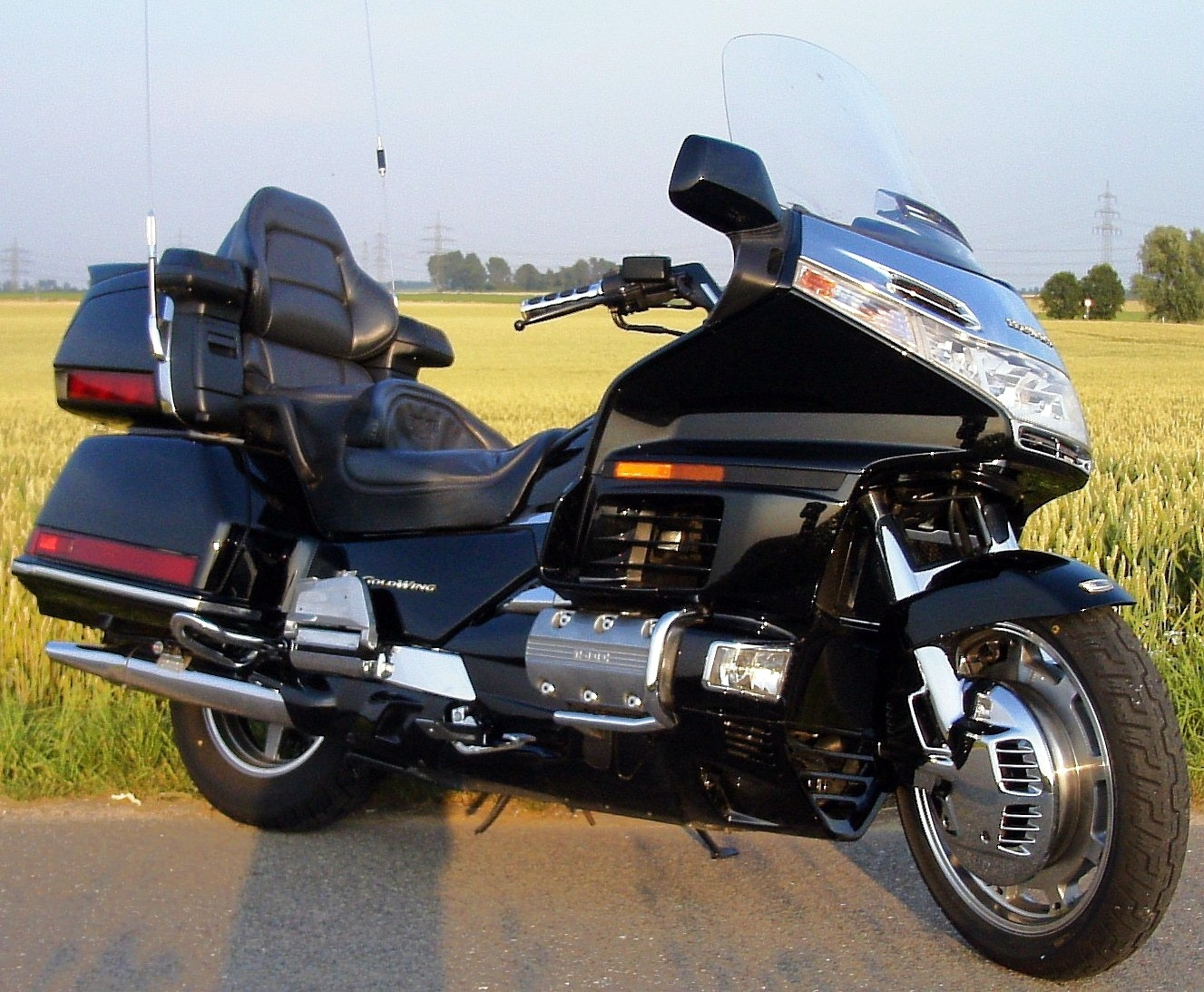
GL 1500 SE-US, SC22, 1998

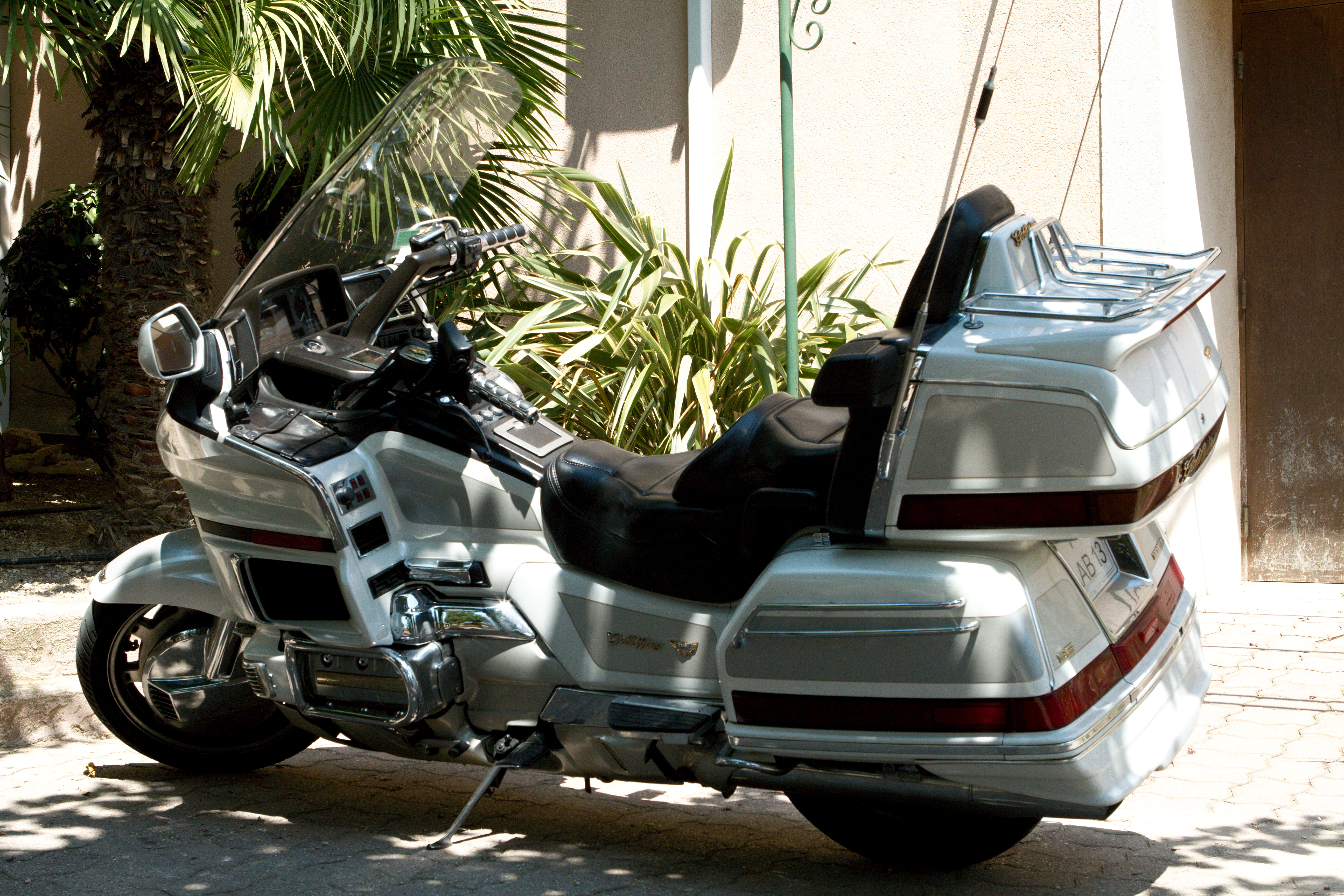
GL 1500 Koffer und Armaturen

1987 erschien in den USA die GL 1500, erstmals mit Sechszylindermotor und 74 kW (100 PS) Leistung. 1988 wurde das neue Modell auch in Europa eingeführt. Der große Motor verzichtet auf Vierventil-Technik und hohe Drehzahlen zugunsten von Langlebigkeit und Drehmoment. Der rote Bereich beginnt schon bei 5500 Umdrehungen statt bei 7500 wie bei den letzten Vierzylindern, das höchste Drehmoment bei 4000/min. 180° Hubzapfenversatz sorgen dafür, dass die gegenüberliegenden Kolben sich gleichzeitig nach innen oder außen bewegen, was dem Motor eine hohe Laufruhe verleiht.
Die Interstate war das Basismodell und die Luxusversion nannte Honda wieder Aspencade. Das nun 390 kg schwere Motorrad hatte einen echten Overdrive für ein noch niedrigeres Drehzahlniveau beim Reisen und dazu einen Tempomat sowie als Neuheit den elektrischen Rückwärtsgang, der den Fahrer über den Anlassermotor beim Rangieren unterstützte (nicht bei der Interstate). Die ab 1990 zusätzlich angebotene GL 1500 SE (Special Edition) besaß serienmäßig ein Radio mit Kassettenlaufwerk, Zweifarblackierung und in den USA zusätzliche Kurvenleuchten, die sich beim Blinken einschalteten.
Zwei – bei der SE vier – offen eingebaute oder wahlweise im Helm einzubauende Lautsprecher dienen der Audiowiedergabe. Über ein Intercom-System konnte mit Sozia oder Sozius gesprochen werden. Helm und Motorrad sind über Spiralkabel mit Steckkupplungen verbunden, die bei einer eventuellen Zwangstrennung von Fahrer und Motorrad abreißen. Durch ein wahlweise angebotenes CB-Funkgerät ist eine Kommunikation mit anderen Gold-Wing-Fahrern möglich.

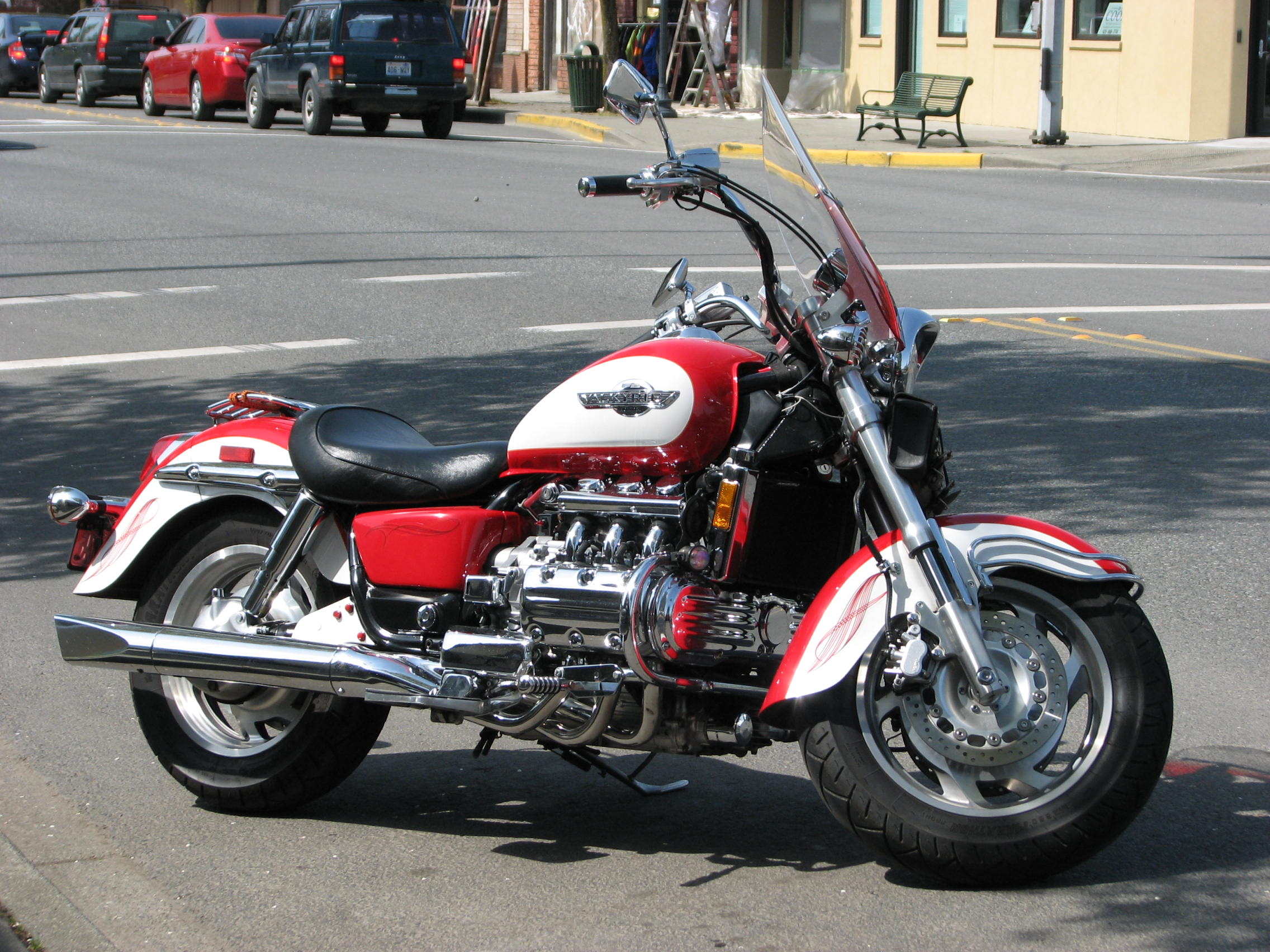
Honda Valkyrie/F6C

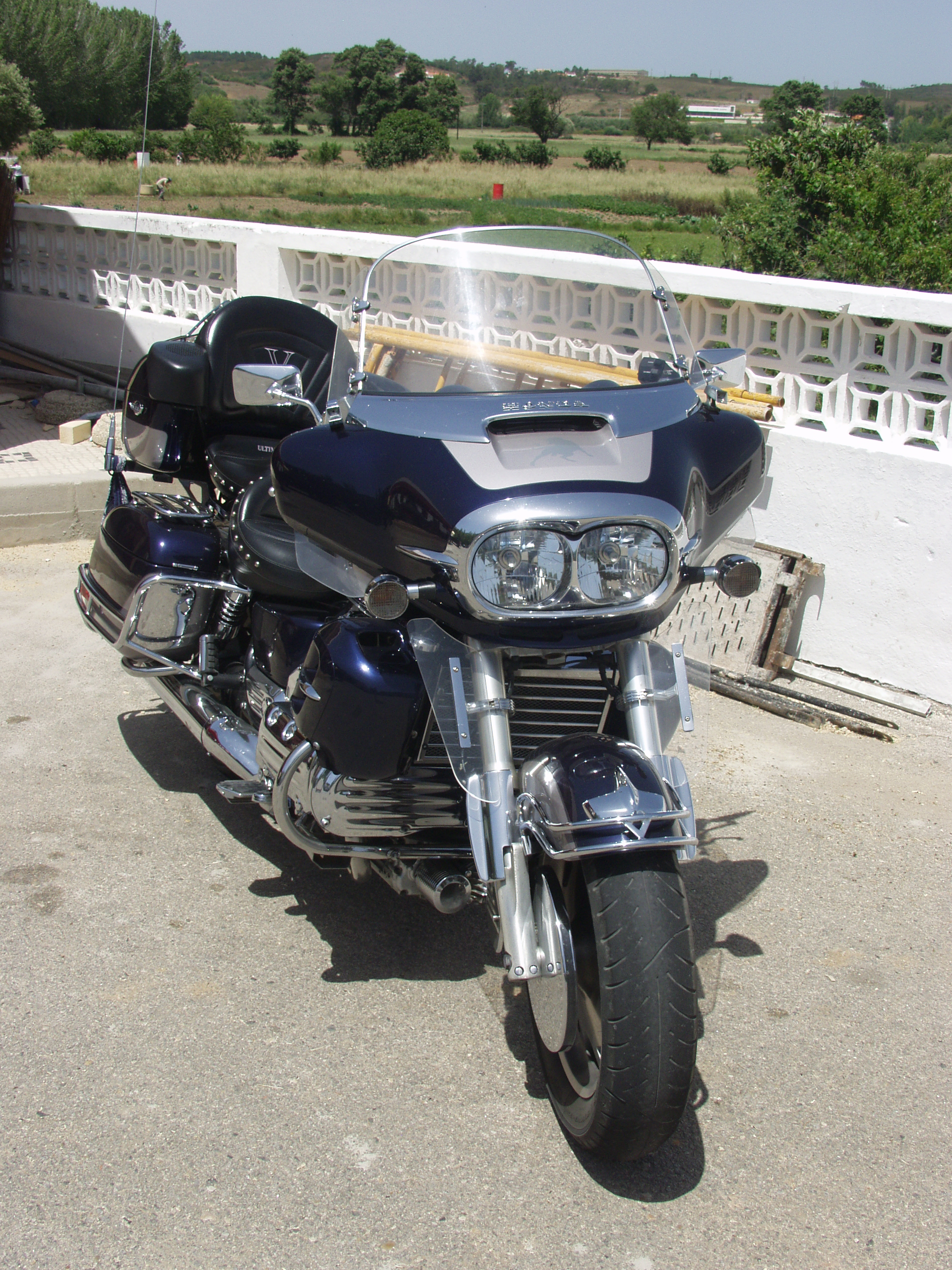
Honda Valkyrie Interstate

Erst 1993 wurden auch die Modelle in Deutschland offiziell mit hoher Scheibe und Topcase ausgeliefert. Bis dahin wurden aufgrund der StVO sowohl Scheibe als auch Topcase in nur geringer Höhe an den GL 1500 angebracht, was speziell dem Topcase den Spitznamen „Pizzakoffer“ einbrachte. Im Nachhinein können die GL 1500 von vor 1993 als Vorläufer der 2012 erschienenen F6B betrachtet werden.
1995 reduzierte Honda die Sitzhöhen aller Varianten durch eine neue, nun einheitliche Sitzbank um 10–30 mm. Ab 1996 entfiel das Einstiegsmodell Interstate. Bis zum Jahr 2000, dem 25. Jahr der Gold-Wing-Produktion, wurden keine größeren Modifikationen mehr an der 1500er eingeführt. Honda konzentrierte sich schon auf die Entwicklung der GL 1800.
Das Wachstum des Marktes im Segment der großen Cruiser, von dem primär Harley-Davidson profitierte, veranlasste Honda of America, 1992 die Entwicklung eines neuen Motorrades im Retrodesign mit dem Sechszylinder-Boxermotor der Gold Wing anzugehen. Ab 1997 wurde die GL 1500 auch als unverkleidetes Modell Valkyrie oder F6C angeboten. Der Name Gold Wing blieb aber den verkleideten Modellen vorbehalten.
Der Motor wurde überarbeitet, bekam sechs 28-mm-Keihin-Vergaser statt der zwei 36er und eine Nockenwelle mit veränderten Öffnungszeiten zugunsten höherer Leistung. Die Hydrostößel wurden durch mechanische ersetzt, was kürzere Wartungsintervalle nötig machte. Der Stahlrahmen im Cruiser-Look wurde durch viele Chromteile, herkömmliche Federbeine am Heck und einen tropfenförmigen Tank mit 20 Litern Fassungsvermögen ergänzt. Für die Basisversion waren Lederpacktaschen lieferbar. Die Variante Valkyrie Tourer hatte stattdessen lackierte Kunststoffkoffer und eine hohe Windschutzscheibe und wurde in schwarz oder in rot-weißer Zweifarblackierung angeboten.
1999 ergänzte die Valkyrie Interstate mit Seitenkoffern, 49-Liter-Topcase und einer großen Lenkerverkleidung mit Doppelscheinwerfer im Stil der Automobile der 1950er-Jahre das Programm. Honda versuchte damit, der Harley-Davidson Elektra Glide Konkurrenz zu machen, ohne der eigenen modern gestalteten Gold-Wing-Kunden wegzunehmen. Der Tank war mit 26 Litern etwas größer und in der lenkerfesten Verkleidung war auch ein Radio mit Lautsprechern installiert. Die Valkyrie Interstate wurde bis 2001 auch noch parallel zur neuen Gold Wing GL 1800 gebaut. Allerdings verzichtete Honda darauf, sie mit dem neuen Motor auszurüsten und im Jahr 2002 wurde sie nicht mehr angeboten. Die 2003 vorgestellte Honda Valkyrie Rune mit dem 1832-cm³-Motor war kein klassischer Cruiser mehr.

### GL1800 (2001–2017, SC47 und SC68)
| Honda GL 1800 (2001)  | Daten                                                    |
| Motor                 | 6-Zylinder-Viertakt-Boxer-Motor                          |
| Hubraum               | 1832 cm³                                                 |
| Bohrung × Hub         | 74 mm × 71 mm                                            |
| Verdichtung           | 1:9,8                                                    |
| Leistung bei 1/min    | 87 kW (118 PS) bei 5500                                  |
| Drehmoment bei 1/min  | 167 Nm bei 4000                                          |
| Einspritzung          | Computergesteuerte Kraftstoffeinspritzung PGM-FI         |
| Kühlung               | Wasserkühlung (mit elektr. Ventilatoren)                 |
| Getriebe              | 5-Gang-Getriebe mit Overdrive plus elektr. Rückwärtsgang |
| Endantrieb            | Kardanantrieb                                            |
| Kupplung              | Mehrscheibenkupplung im Ölbad                            |
| Rahmen                | Doppelprofilrahmen aus Aluminium                         |
| Bremse vorne          | Doppelscheibenbremse, Ø 296 mm                           |
| Bremse hinten         | innenbelüftete Scheibenbremse, Ø 316 mm                  |
| Antiblockiersystem    | serienmäßig ABS mit Traktionskontrolle                   |
| Federung vorn         | Teleskopgabel, Ø 45 mm, hydraulisch gedämpft             |
| Federweg vorn         | 140 mm                                                   |
| Federung hinten       | Pro-Link, einzelnes Teleskopfederbein rechts             |
| Federweg hinten       | 105 mm, Vorspannung elektrohydraulisch verstellbar       |
| Radstand              | 1692 mm                                                  |
| Gesamtlänge           | 2633 mm                                                  |
| Gesamtbreite          | 947 mm                                                   |
| Gesamthöhe            | 1454 mm                                                  |
| Sitzhöhe              | 740 mm                                                   |
| Reifengröße vorne     | 130/70R18 63H                                            |
| Reifengröße hinten    | 180/60R16 74H                                            |
| Leergewicht           | 399 kg                                                   |
| Zul. Gesamtgewicht    | 602 kg                                                   |
| Tankinhalt            | 25 Liter                                                 |
| Normverbrauch         | 6,3 l/100 km (Benzin)                                    |
| Höchstgeschwindigkeit | 200 km/h                                                 |
| Beschleunigung        | 4,3 Sekunden bis 100 km/h                                |

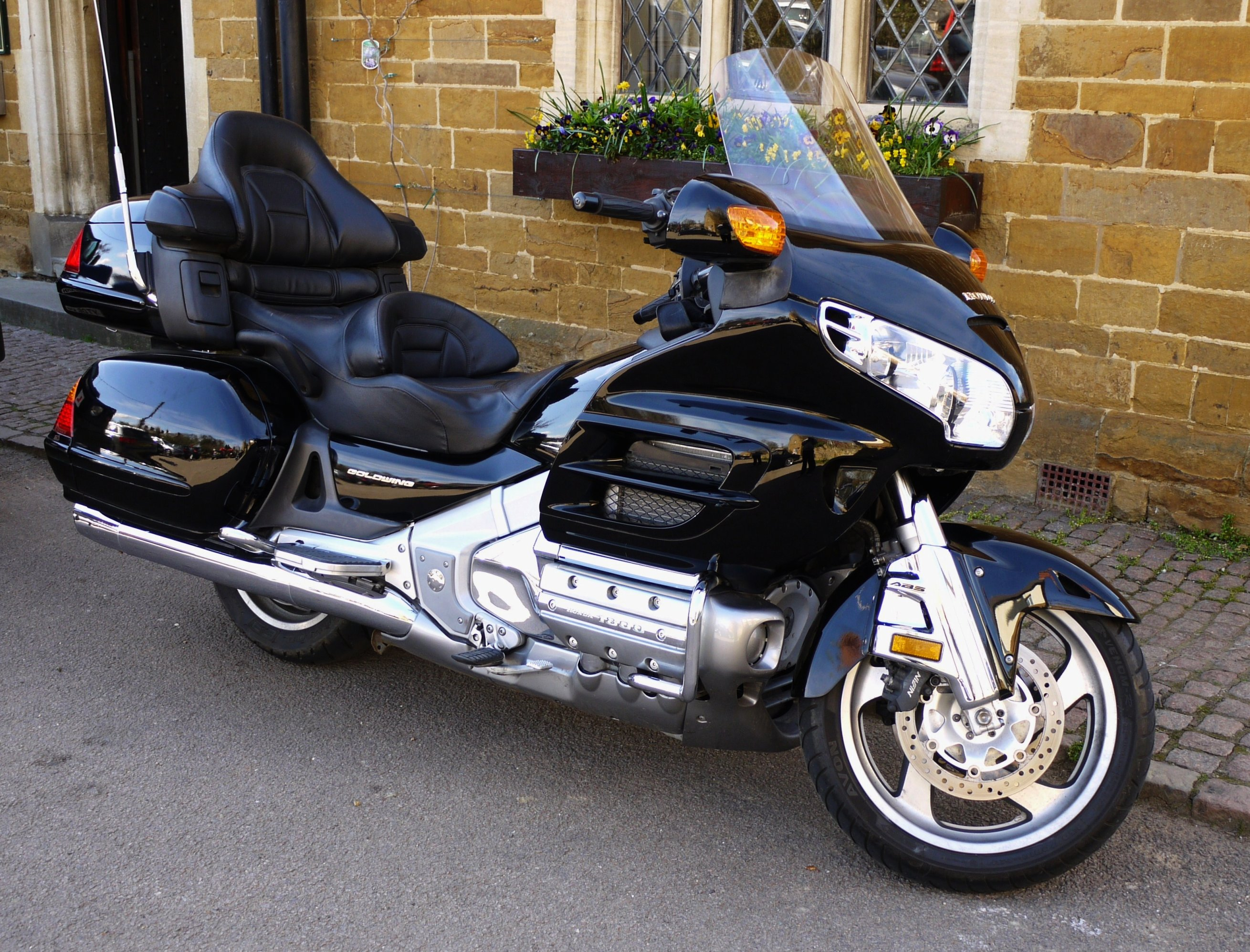
GL 1800 (SC 47) ab 2001

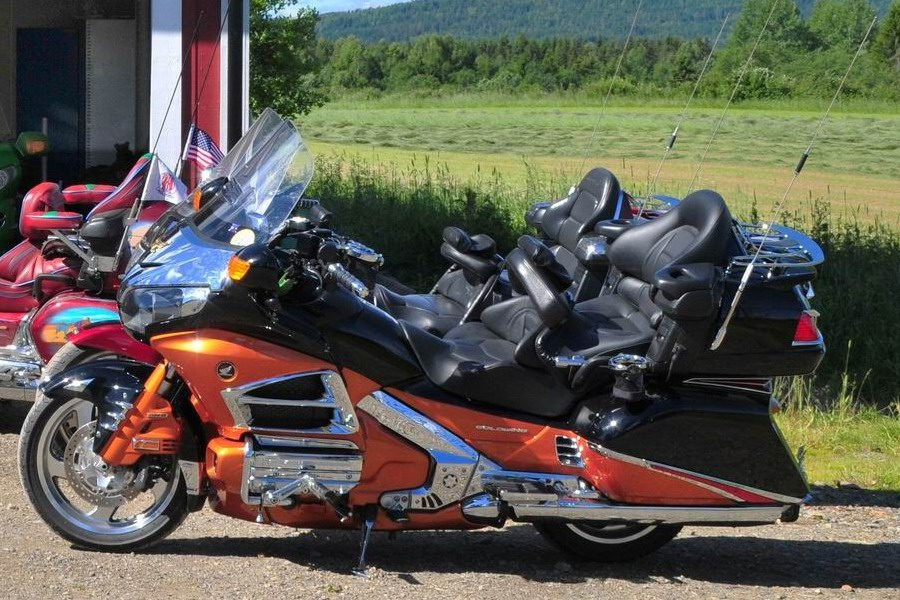
GL 1800 (SC 68) ab 2011

Ab 2001 verkaufte Honda die Gold Wing GL 1800 mit einem neu entwickelten Sechszylinder-Boxermotor. Das neue Modell mit dem Modellcode SC 47 hatte 1832 cm³ Hubraum und 87 kW (118 PS). Mit dem neuen Brückenrahmen aus Aluminium und dem mittragenden Motor sank das Trockengewicht wieder auf 363 kg. Der sehr niedrige Schwerpunkt und die Sitzhöhe von 74 cm verliehen der GL 1800 zusammen mit dem breiten Lenker ein überraschend einfaches Handling. Eine Einspritzanlage ermöglichte den Einsatz zweier geregelter Katalysatoren, um damit die Anforderungen der EURO-2-Norm zu erfüllen. Die Ventile wurden über Tassenstößel betätigt, um die Wartungsintervalle zu verlängern und Steuerketten ersetzten den bisherigen Riemenantrieb der Nockenwellen. Das maximale Drehmoment von 167 Nm wird schon bei 4000 min−1 erreicht. Zum Vergleich: Bei der BMW R 1200 GS, die für ihren sehr kräftigen Durchzug bekannt ist, sind es nur 125 Nm bei einer Drehzahl von 6500 min−1. Durch die sehr voluminöse Auspuffanlage ist die GL 1800 im Fahrbetrieb ein sehr leises Motorrad. Bei konstanter Reisegeschwindigkeit von 100 km/h sind die Wind- und Reifengeräusche lauter als der Motor.
Das Verbundbremssystem Dual-CBS-ABS (Serie ab 2004; siehe auch: Antiblockiersystem für Motorräder) verzögert immer beide Räder. Das Hinterrad wird von einer Einarmschwinge geführt und kann zum Reifenwechsel wie ein PKW-Rad demontiert werden, die Bremse bleibt dabei inklusive Bremsscheibe am Endantrieb. Ein elektrischer Rückwärtsgang erleichtert das Rangieren im Stand. Die große Verkleidungsscheibe mit zentraler Lüftungsklappe für warme Sommertage kann nur manuell in der Höhe verstellt werden, aber die Vorspannung des hinteren Federbeins wird elektrisch betätigt und zwei Memorytasten ermöglichten den Aufruf zweier persönlicher Voreinstellungen für den Solo- oder Soziusbetrieb. Auch die Höhenverstellung der vier H7-Scheinwerfer für Abblend- und Fernlicht erfolgt elektrisch.
Serie waren außerdem wieder Tempomat, ein geräumiges 66-Liter-Topcase und zwei 40-Liter-Koffer mit zentralem Schloss. Dazu ein in der Tankattrappe untergebrachtes wetterfestes Radio mit Lautsprechern in der Verkleidung und Intercom für die Verständigung zwischen Fahrer und Beifahrer. Der codierte Zündschlüssel entriegelt neben den Koffern auch die elektronische Wegfahrsperre. Das Koffersystem und der Motor werden durch Sturzbügel geschützt, die auch ein vollständiges Umkippen verhindern und das Aufstellen des Motorrades erleichtern sollen.
Der sehr große Soziussitz war mit einer hohen Rückenlehne und Armlehnen ausgestattet. Eine Vielzahl an Ausstattungsoptionen, inklusive eines Airbags, war zusätzlich lieferbar und konnte den Preis weit über 30.000 Euro treiben. Honda wollte damit auch weiterhin das komfortabelste und luxuriöseste Motorrad auf dem Weltmarkt anbieten, „dem andere Zweiräder nichts entgegenzusetzen haben.“
Ab 2010 wurden wegen der Aufgabe der Motorradproduktion in Marysville und Umstellung des Werks auf Autokomponenten dort gar keine neuen Gold Wings gefertigt, sondern nur noch Lagerbestände abverkauft. Ab 2012 wurde die GL 1800 dann nicht mehr von Honda of America, sondern nur noch im Werk Kumamoto in Japan gebaut. Obwohl Motor, Antriebsstrang, Fahrwerk und Bremsen gegenüber der ersten Generation komplett unverändert blieben, vergab Honda die neue Typbezeichnung SC 68. Die Änderungen gegenüber der SC 47 beschränkten sich im Wesentlichen auf ein neues Audio- und Navigationssystem, ein zentrales Handschuhfach in der Tankattrappe und ein komplett verändertes Heckteil mit größeren Seitenkoffern und neuen Blinkern und Rückleuchten. Diese GL 1800 der zweiten Generation wurde in Europa bis Ende 2016 angeboten und Anfang 2017, wie viele andere hubraumstarke Motorräder, wegen verschärfter Abgasbestimmungen aus dem Programm genommen. In den USA wurde sie 2017 noch verkauft.

#### Motorradairbag
Nach 15-jähriger Entwicklungsarbeit brachte Honda im September 2006 in der Gold Wing 1800 für 3000 Euro Aufpreis den ersten Airbag in einem Motorrad auf den Markt. Das V-förmige Airbagmodul sitzt vor dem Fahrer, fasst 150 Liter und ist fest mit dem Motorrad verbunden. Ausgelöst wird es über ein elektronisches System mit vier Sensoren in der Vordergabel, die Änderungen im Beschleunigungs- und Bremsverhalten registrieren. Fünfzehn Hundertstelsekunden nach dem Erfassung eines Aufpralls wird der Schwung des nach vorne geschleuderten Fahrers von dem Airbag aufgefangen. Die Wirkung wurde unter anderem vom ADAC bei 72 km/h getestet und positiv bewertet.

#### Anhängerbetrieb

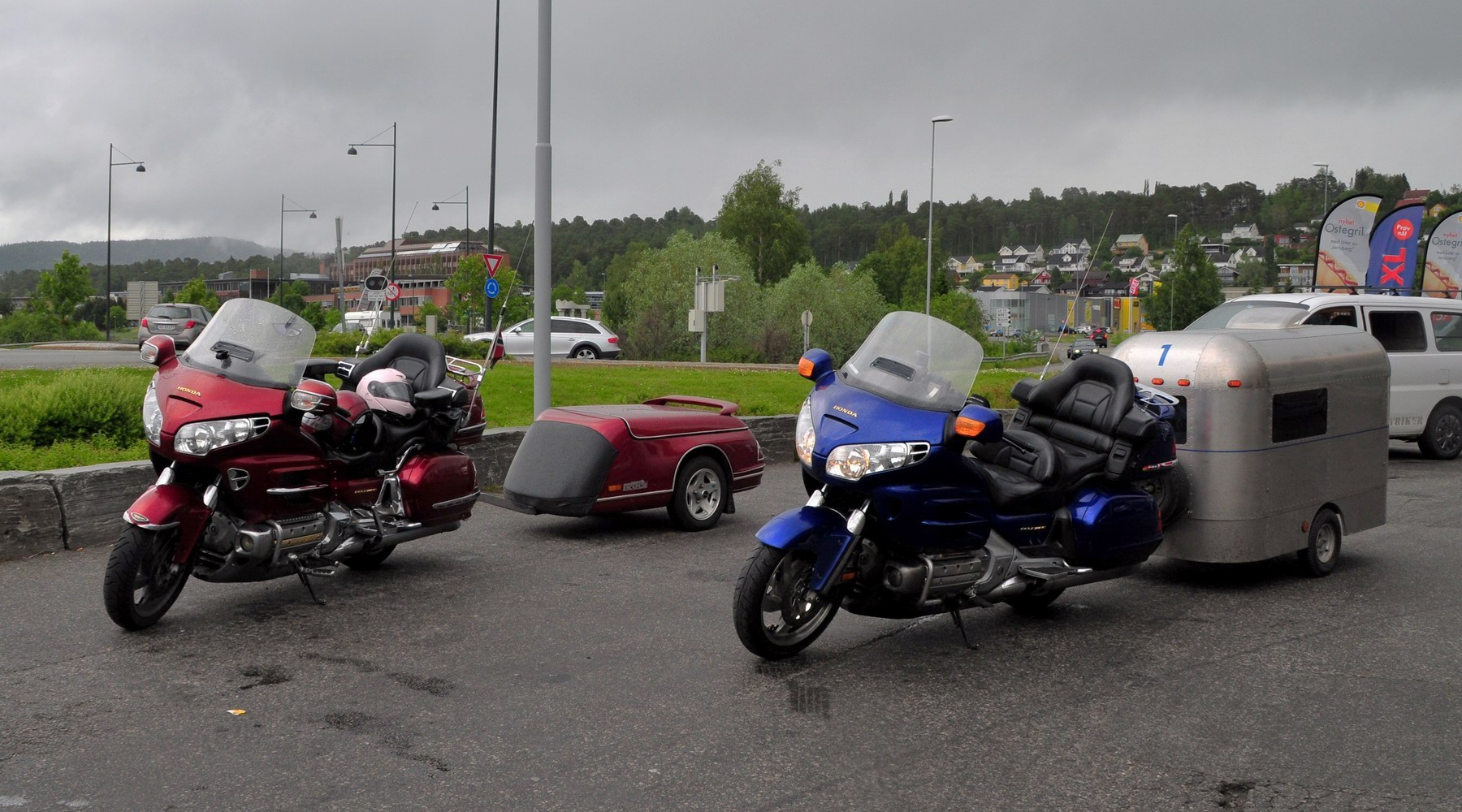
GL 1800 mit Anhängern in Norwegen

Die Gold Wing 1800 ist eines der wenigen Motorräder, für die Anhängerkupplungen auch mit deutschem TÜV-Gutachten lieferbar sind. Bis zu 235 kg Anhängelast sind je nach Anbieter ungebremst bei der GL 1800 möglich. Das schwere Motorrad mit sehr guten ABS-Bremsen, niedrigem Schwerpunkt und hohem Drehmoment (167 Nm) bei niedrigen Drehzahlen wird von erfahrenen Anhängerpiloten als Zugfahrzeug für Motorradanhänger empfohlen.

#### Valkyrie Rune (2004/2005)
Eine „nackte“ Version der GL 1800, wie es sie bis zur GL 1200 und bei der GL 1500 als F6C gab, wurde 2003 mit der Honda Valkyrie Rune eingeführt. Von dieser Ausführung wurden allerdings lediglich 1200 Stück gebaut, nur 20 wurden offiziell außerhalb der USA in Österreich angeboten und dementsprechend selten ist sie zu finden.

#### Goldwing F6B und F6C (2013–2017)

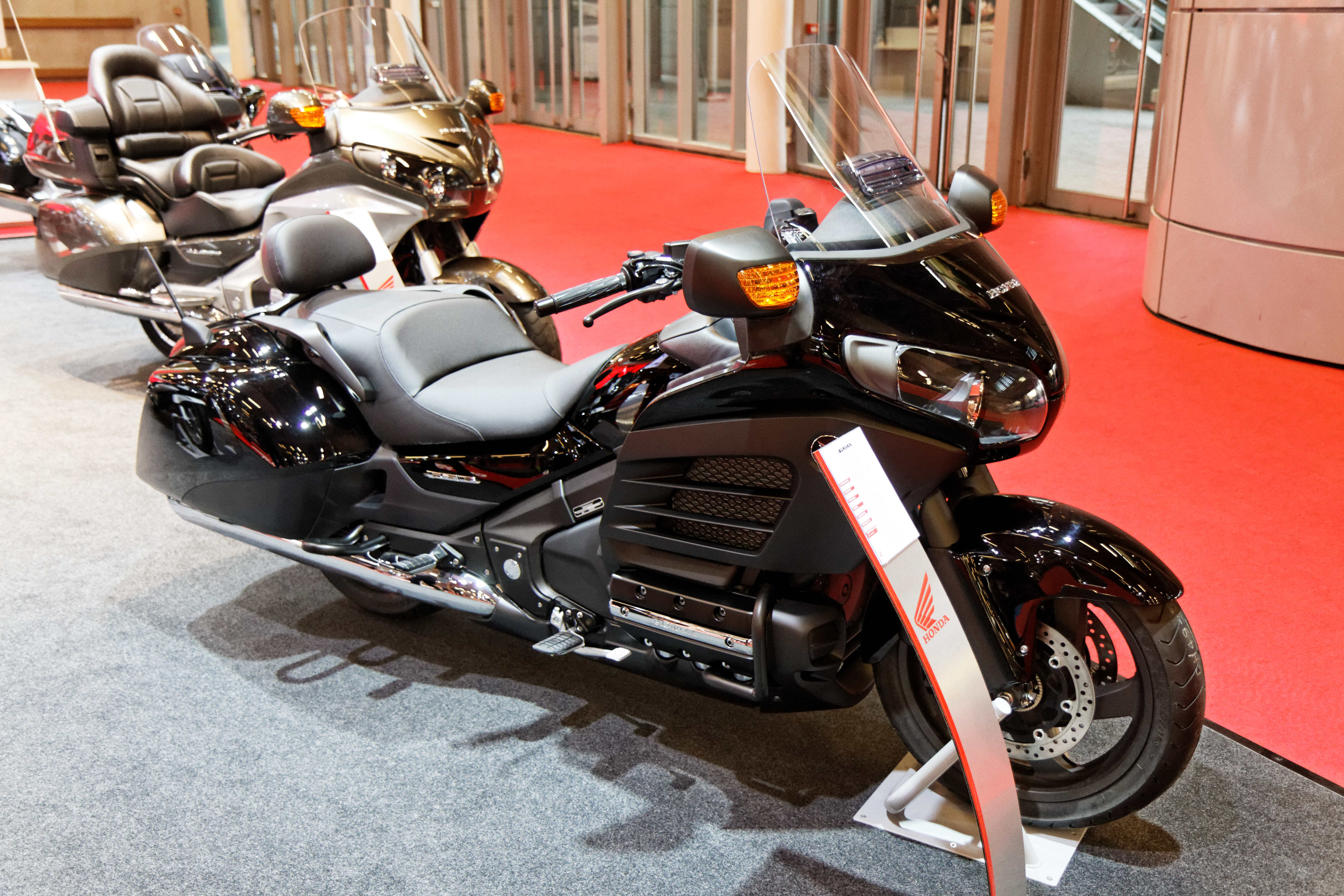
Honda F6B (2013)

Um in die Nische der zunächst nur von Harley-Davidson und Victory besetzten Bagger (von engl. Bag für [Sattel-]Tasche) einzutreten, brachte Honda of America unter der Führung des Entwicklers Asao Itaya im Jahr 2013 die F6B auf den Markt. Bagger-Motorräder sind in der Üppigkeit der Ausstattung reduzierte Tourenmotorräder. Bei der F6B wurde auf die ansonsten für den typischen Gold-Wing-Luxus stehenden Teile wie Topcase, Navigationssystem, Rückwärtsgang und ähnliche Ausstattungsdetails verzichtet. Antrieb und Fahrwerk blieben unverändert. Die Sitzhöhe wurde um 15 mm und das Gewicht auf 385 kg reduziert.
Die Ende 2013 vorgestellte F6C – nicht zu verwechseln mit der F6C von 1997 bis 2004 – wurde noch weiter auf das Wesentliche reduziert. Auch hier sind Fahrwerksgeometrie und Motor unverändert. Die Optik tendiert jedoch eher in Richtung Custom Bike und wurde durch das Weglassen der üppigen Frontverkleidung und der sonst üblichen Koffer, wie es die Zeitschrift Motorrad beschreibt, „martialischer“. Das Gewicht dieser Variante liegt mit 341 kg noch einmal deutlich unter dem der F6B.

### GL1800 (SC79)
| Honda GL 1800 (2018)  | Daten                                                    |
| Motor                 | 6-Zylinder-Viertakt-24-Ventil-SOHC-Boxermotor            |
| Hubraum               | 1833 cm³                                                 |
| Bohrung × Hub         | 73 mm × 73 mm                                            |
| Verdichtung           | 1:10,5                                                   |
| Leistung bei 1/min    | 93 kW (125 PS) bei 5500                                  |
| Drehmoment bei 1/min  | 170 Nm bei 4500                                          |
| Einspritzung          | Computergesteuerte Kraftstoffeinspritzung PGM-FI         |
| Kühlung               | Wasserkühlung (mit elektr. Ventilatoren)                 |
| Schaltgetriebe        | 6-Gang-Getriebe mit Overdrive plus elektr. Rückwärtsgang |
| Automatik             | 7-Gang-DCT-Getriebe inklusive Rückwärtsgang              |
| Endantrieb            | Kardanantrieb (2.615)                                    |
| Kupplung              | Mehrscheibenkupplung(en) im Ölbad                        |
| Rahmen                | Aluminium-Brückenrahmen                                  |
| Bremse vorne          | Doppelscheibenbremse, Ø 320 mm                           |
| Bremse hinten         | innenbelüftete Scheibenbremse, Ø 316 mm                  |
| Antiblockiersystem    | serienmäßig ABS mit Traktionskontrolle                   |
| Federung vorn         | Doppellängslenker-Gabel, hydraulisch gedämpft            |
| Federweg vorn         | 140 mm                                                   |
| Federung hinten       | Pro-Link, einzelnes Teleskopfederbein rechts             |
| Federweg hinten       | 105 mm, Vorspannung elektrohydraulisch verstellbar       |
| Radstand              | 1695 mm                                                  |
| Gesamtlänge           | 2475 mm (Modell Tour 2575 mm)                            |
| Gesamtbreite          | 925 mm                                                   |
| Gesamthöhe            | 1340 mm (Modell Tour 1430 mm)                            |
| Sitzhöhe              | 745 mm                                                   |
| Wendekreis            | 3,4 m                                                    |
| Reifengröße vorne     | 130/70R 18 63H                                           |
| Reifengröße hinten    | 200/55R 16 77H                                           |
| Gewicht vollgetankt   | 365 kg (Tour 379 kg / mit Airbag 383 kg)                 |
| Zul. Gesamtgewicht    | 554 kg (Tour 571 kg)                                     |
| Tankinhalt            | 21 Liter                                                 |
| Normverbrauch         | 5,6 l/100 km (Benzin)                                    |
| CO2-Emissionen        | 128 g/km (131 g/km mit DCT)                              |
| Höchstgeschwindigkeit | 180 km/h                                                 |

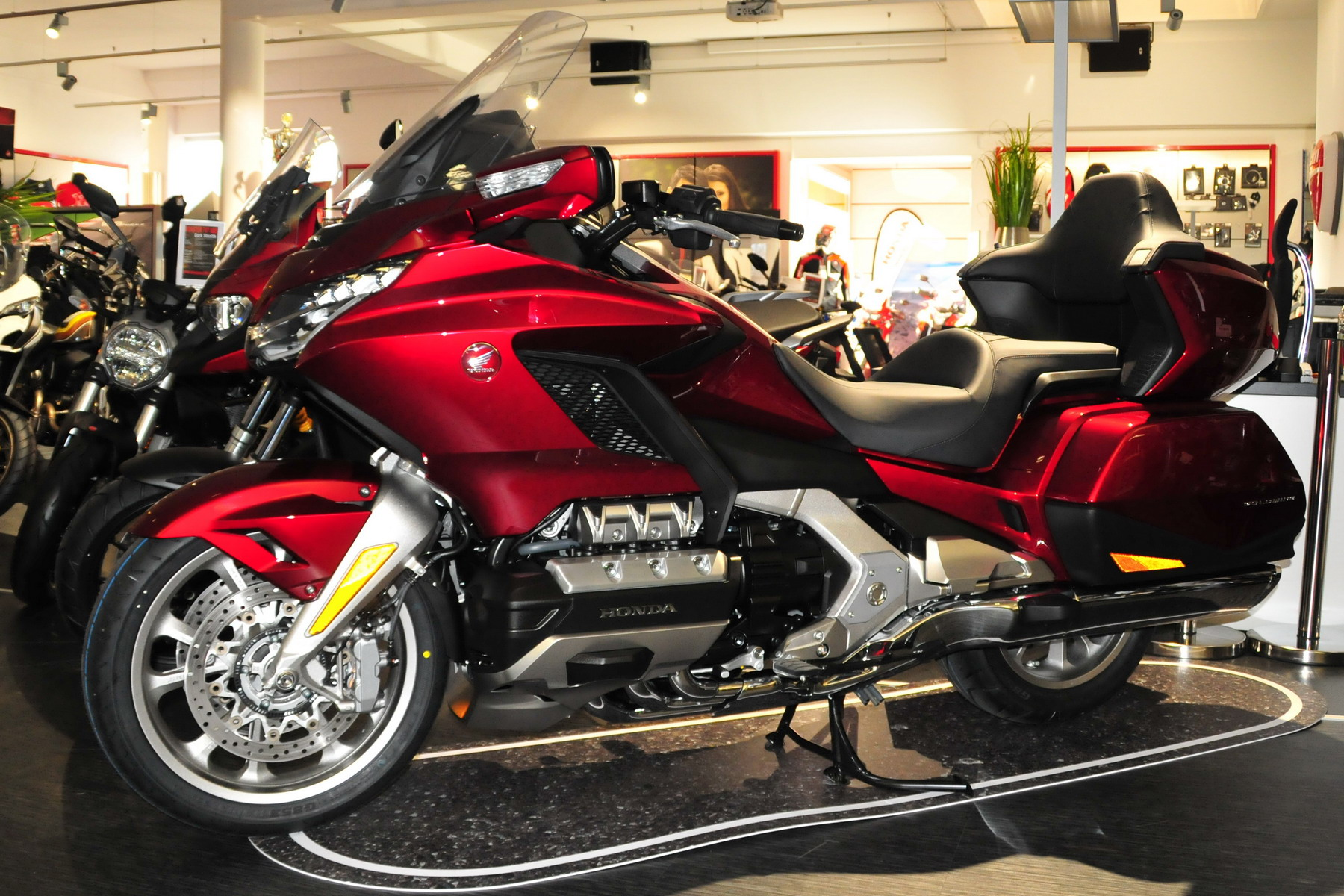
GL 1800 (SC 79) ab 2018

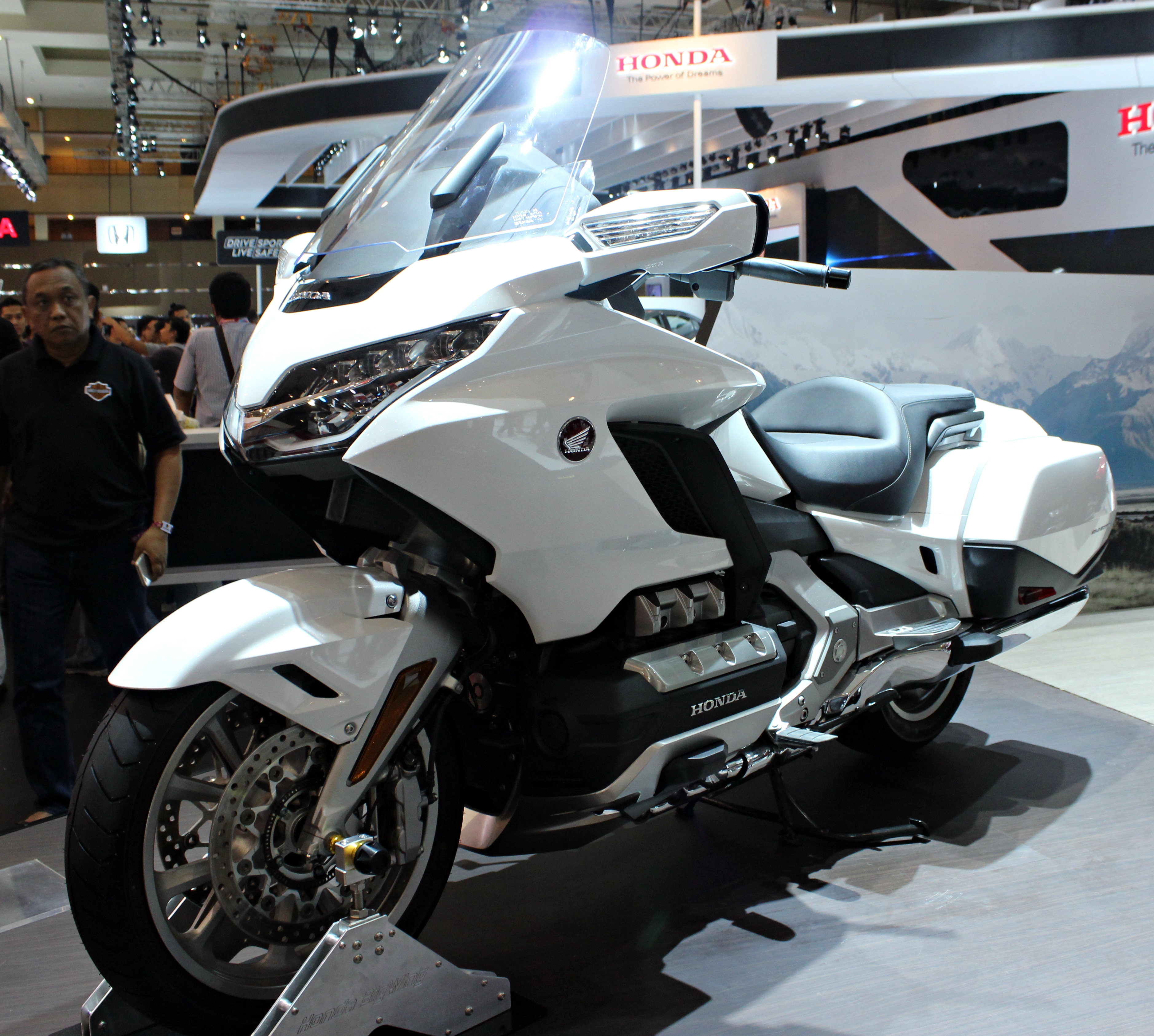
GL 1800 (SC 79)

Seit Januar 2018 verkauft Honda eine komplett neue und, mit in der europäischen Basisversion vollgetankt 365 kg, wesentlich leichtere GL 1800, die am 5. Oktober 2017 in Kalifornien vorgestellt wurde. Diese Gold Wing hat einen neuen kürzeren Sechszylinder-Boxermotor mit optional lieferbarem automatischem 7-Gang-Doppelkupplungsgetriebe (DCT) oder 6-Gang-Schaltgetriebe, eine Doppellängslenker-Vorderradführung statt der Teleskopgabel und reduzierte Abmessungen und Gewichte. Dazu ein elektronisch verstellbares Fahrwerk, elektrische Frontscheibenverstellung, umfangreiche Cockpitelektronik mit Menüsteuerung und in der höchsten Ausstattungsvariante wieder den einzigen Motorrad-Airbag.
Laut Honda zielt das Motorrad, wie schon 2001 die erste GL 1800, erneut auf eine noch jüngere, aber finanzkräftige Kundschaft, da die zufriedenen Fahrer, die schon eine Gold Wing 1500 oder 1800 besitzen, wegen der Langlebigkeit und Zuverlässigkeit ihres Motorrades und der hohen Kosten den Wechsel auf ein neueres Modell oft nicht mehr in Betracht ziehen.
Honda bietet verschiedene Modellvarianten der SC 79 an. Allen gemeinsam ist der Motor mit quadratischem Hub/Bohrungsverhältnis von 73 × 73 mm und das Fahrwerk mit der ungewöhnlichen Doppellängslenker-Gabel, die beim Einfedern das Vorderrad nicht, wie bei einer Teleskopgabel, näher an den Motor bringt, sondern fast senkrecht nach oben führt. Dadurch kann der Motor und auch der Fahrer weiter nach vorne rücken und damit die Gesamtlänge reduziert werden. Ein Nebeneffekt der Vorderradführung ist der Wendekreis von nur 3,40 Metern. Außerdem soll durch die Entkoppelung von Führung, Federung und Dämpfung ein feineres Ansprechverhalten der Gabel die Fahreigenschaften erheblich verbessern. Der Lenkkopfwinkel beträgt 30,5°.
Das rundliche Design der 2001 vorgestellten GL 1800 wird von einem kantigeren und schlankeren Erscheinungsbild abgelöst, das die Linien der Honda DN-01 und ST 1300 mit denen der alten Gold Wing vereint. Motor und Getriebe sind nicht mehr, wie bisher, vollständig mit Kunststoffblenden verkleidet, sondern die Technik wird wieder etwas besser sichtbar. Die Windschutzscheibe ist elektrisch verstellbar und bietet besseren Wetterschutz, obwohl sie schmaler ist als beim Vorgängermodell. Eine ausfahrbare Belüftungsöffnung oben auf dem Armaturenbrett ersetzt die bisher in der Windschutzscheibe eingebaute Belüftungsklappe.
Ein 7-Zoll-LED-Bildschirm sitzt zentral im Glas-Cockpit zwischen Tacho und Drehzahlmesser, um Navigationssystem, Mobiltelefon, externe USB-Geräte, Infotainment und die menügesteuerte Fahrzeugelektronik zu bedienen und, erstmals in einem Motorrad, Apple CarPlay zu integrieren. Die Menüsteuerung kann über einen zentral auf der Tankattrappe positionierten Wählknopf oder alternativ über einen Vierwegeschalter am linken Lenkerschaltblock bedient werden. Auch der Reifendruck und der eingelegte Gang werden im großflächigen Display angezeigt, das zusätzlich in Details personalisiert werden kann. Griff- und Fahrersitzheizung werden in je fünf Stufen über das Menü eingestellt und der Status im Display angezeigt. Der Beifahrer kann seine Sitzheizung über ein Wählrad auf dem linken Seitenkoffer selbst regulieren.
Die Scheinwerfer, Tagfahrleuchten, Blinker und Rückleuchten sind vollständig in LED-Technik gebaut und ein Smart-Key-System ermöglicht das automatische Entsperren von Fahrzeug und Koffern bei Annäherung, aber auch das manuelle Absperren von Stauraum, Lenkschloss und Zündung, falls man in der Nähe bleibt. Ein Wählknopf ersetzt das Lenk-Zündschloss. Die Headsets der Helme von Fahrer und Sozius sind nicht mehr kabelgebunden, sondern funktionieren über Bluetooth und Telefonanrufe können über eine Taste am linken Lenker-Bedienteil angenommen oder beendet werden. Durch die Menüsteuerung wurde die Anzahl der Bedienknöpfe am Lenker und der Verkleidung gegenüber der SC 68 erheblich reduziert. USB-Anschlüsse in Topcase und Handschuhfach ermöglichen das Aufladen von Geräten und den Zugriff auf Mobiltelefon und Multimedia-Player über die Menüsteuerung.
Der Motor hat einen Hubraum von 1833 cm³ und vier Ventile pro Brennraum. Trotz der höheren Leistung von 93 kW (125 PS) bei 5500 min−1 soll die Höchstgeschwindigkeit bei 180 km/h abgeregelt werden. Das spielt im Rest der Welt keine Rolle, aber Honda will damit wohl verhindern, dass Fahrwerksprobleme bei hohen Geschwindigkeiten auf deutschen Autobahnen, wie sie vereinzelt bei der ST 1300 auftraten, das Image ihres Spitzenmodells beeinträchtigen. Den elektronischen Gasgriff (Throttle-by-Wire) mit Tempomat, ABS und Traktionskontrolle haben alle Modelle, wie auch einen Rückwärtsgang und eine Berganfahrhilfe. Das Drehmoment von 170 Nm liegt nur leicht über dem der Vorgängerin, aber die Gewichtsreduzierung um vollgetankt bis zu 48 kg ermöglicht damit einen Sprung in den Fahrleistungen. Anlasser und Lichtmaschine sind jetzt in einem Aggregat (ISG – Integrated Starter Generator) vereint, um Gewicht zu sparen. Beim Ampelstopp stellt ein Stopp-Start-System den Motor nach drei Sekunden Leerlauf ab. Danach genügt ein kurzer Dreh am Gasgriff, um den Motor wieder zu starten. Das System ist auch deaktivierbar.
Die Modelle mit DCT benötigen keinen Kupplungshebel, aber eine Parkbremse und haben statt des elektrischen Rückwärtsganges einen „Walking Mode“, der das Rangieren sowohl rückwärts, als auch vorwärts mit zwei Knöpfen an der linken Bedieneinheit erleichtert. Im Automatik-Fahrbetrieb (D) kann mit ihnen manuell hoch- oder heruntergeschaltet werden. Im manuellen Modus (MT) schaltet das Getriebe nicht selbstständig hoch, aber bei einer Verringerung der Geschwindigkeit automatisch herunter. Die Bedienung des elektrischen Rückwärtsgangs beim Modell ohne DCT ist jetzt auch am linken Bedienteil untergebracht. Die zweithöchsten Gänge beider Getriebe sind mit 0,666 fast identisch übersetzt wie der fünfte Gang (0,686) der SC 68. Die Übersetzung des höchsten Ganges ist mit 0,522 deutlich länger als bisher und dürfte bei Tempo 100 eine Drehzahl von nur etwa 2000 Umdrehungen pro Minute ermöglichen.
Die Auspuffanlage der Gold Wing ist komplett aus Edelstahl und mit zwei Dreiwege-Katalysatoren ausgestattet. Wie schon bei der ersten GL 1800 ist die Verwendung von E10-Benzin möglich. Der unter der Sitzbank positionierte Tank ist vier Liter kleiner als bisher, soll aber durch den auf 5,6 Liter/100 km verringerten Verbrauch annähernd die gleiche Reichweite erlauben. Mit den Fahrmodi Tour, Sport, Econ und Rain verändert sich nicht nur das Ansprechverhalten der Federung und Dämpfung, sondern auch die Traktionskontrolle, Leistung und Drehmoment des Motors und bei den Modellen mit DCT das Schaltverhalten der Automatik. Über abrufbare Voreinstellungen kann außerdem die Dämpfung und Vorspannung der Federung auf den Betrieb solo oder mit Sozius und/oder Gepäck verändert werden.
Folgende fünf Modellvarianten werden gebaut, aber nicht alle werden in jedem Land angeboten. Eine Version ganz ohne Verkleidung analog zur F6C ist nicht mehr im Programm.

#### GL1800GoldWing (GL 1800B) ohne Topcase
Das Basismodell mit Sechsgang-Schaltgetriebe nimmt das Konzept der bisherigen F6B auf. Als „Bagger“ ist sie nur mit Seitenkoffern (Bags) ausgerüstet und hat statt des Topcases nur eine demontierbare Abdeckung. Sie kann aber nachträglich mit dem Topcase der Tour-Version ausgerüstet werden. Eine Sitzheizung und einen Hauptständer hat dieses Modell nicht. Der Airbag ist auch nicht optional lieferbar. Die US-Version ist durch fehlende Ausstattungsdetails, wie Werkzeugsatz, Start-Stopp-System und Rückwärtsgang mit 357 kg voll betankt noch leichter als die Version für Europa und Kanada mit 365 kg. Die Windschutzscheibe ist 9 cm niedriger als bei der Gold Wing Tour.

#### GL1800GoldWing (GL 1800BD) ohne Topcase mit DCT-Doppelkupplungsgetriebe
Das Baggermodell mit Doppelkupplungsgetriebe für die Vereinigten Staaten und Kanada wird in Europa wahrscheinlich nur über Grauimporte zu erwerben sein. In der offiziellen deutschsprachigen Pressemitteilung wird es nicht erwähnt.

#### GL1800GoldWingTour (GL 1800) mit Topcase und Schaltgetriebe
Dieses Modell entspricht dem Bild der klassischen Gold Wing mit Schaltgetriebe, Kofferraum und bequemem Soziussitz mit hoher Rückenlehne, getrennt für Fahrer und Beifahrer regelbarer Sitzheizung, hinteren Armlehnen und Lautsprechern. Das Topcase kann im Gegensatz zur Vorgängerin entfernt und durch eine Abdeckung ersetzt werden. Das erfordert aber eine mehrstündige Umbauaktion. Laut Handbuch dürfen jeder Seitenkoffer und das Topcase mit jeweils maximal 9 kg Gepäck beladen werden.

#### GL1800GoldWingTour (GL 1800D) mit Topcase und DCT-Doppelkupplungsgetriebe
Die klassische Gold Wing ist jetzt auch mit dem schon aus der Honda VFR 1200 und Crosstourer bekannten Automatikgetriebe lieferbar, entspricht in den restlichen Details der Version mit Schaltgetriebe. Das Gewicht vollgetankt beträgt mit beiden Getriebeversionen 379 kg, die Zuladung 192 kg. Diese Version wird in Deutschland und Österreich nach aktuellem Stand nicht angeboten.

#### GL1800GoldWingTour (GL 1800DA) mit Topcase, DCT-Doppelkupplungsgetriebe und Airbag
Das Topmodell der GL 1800 mit Airbag wird nicht mit dem Sechsgang-Schaltgetriebe angeboten, sondern nur noch in Kombination mit dem 7-Gang-DCT verkauft. Das bedeutet, wer dieses Sicherheitsextra haben möchte, muss die Gold Wing mit Vollausstattung kaufen. Das ist auch die schwerste Version mit 383 kg vollgetankt. Das sind 40 kg weniger als bei der SC 68. Sie hat mit 189 kg die geringste Zuladung und kommt damit auf 572 kg zulässiges Gesamtgewicht. Der Airbag ist in der Tankattrappe anstelle des zentralen Handschuhfachs verbaut. Für alle Modelle sind gegen Aufpreis zahlreiche weitere Extras lieferbar.

## Gold-Wing-Vereine und Szene in Deutschland und Europa

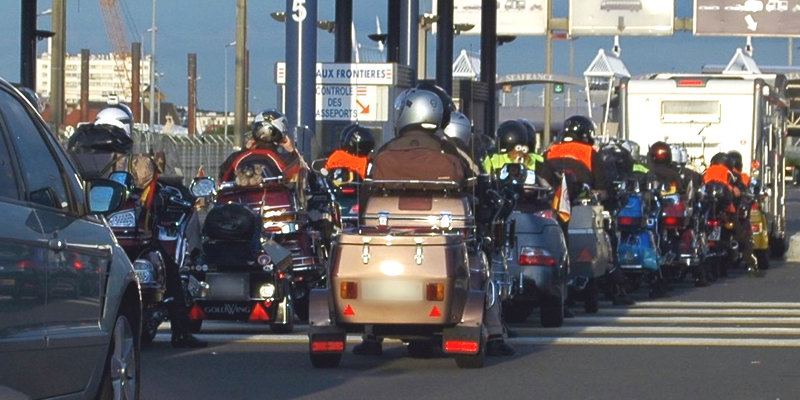
Deutsche Gold Wings mit Motorradanhängern unterwegs zu einem Treffen in England

Die Gold-Wing-Fahrer bilden in Deutschland und Europa eine sehr aktive Vereinsszene. In Deutschland gibt es derzeit circa 70 lokale Clubs und Stammtische, von denen die meisten in ihrem Dachverband, der Gold Wing Föderation Deutschland e. V. organisiert sind. Diesem Verband gehören aktuell über 1000 Mitglieder an, von denen etwa die Hälfte aus den lokalen Clubs und Stammtischen kommen. Der zurzeit etwas größere Teil der Mitglieder sind Einzelfahrer, die zwar keinem Club angehören, jedoch die Vorteile einer Interessenvertretung und einer aktiven Szene nutzen möchten. Die Gold Wing Föderation Deutschland ist zugleich Mitglied der Gold Wing European Federation (GWEF), in der 25 europäische Länder vertreten sind.
In der deutschen Szene finden jährlich circa 20 sogenannte „nationale“ Treffen statt, in denen sich vorwiegend befreundete Winger aus den Clubs und nicht organisierte Fahrer treffen. Diese meist mehrtägigen Veranstaltungen werden von den lokalen Clubs und Stammtischen veranstaltet und haben oft mehrere hundert Teilnehmer. Einzelne Anfahrten von einigen hundert bis tausend Kilometern sind bei solchen Veranstaltungen eher die Regel als die Ausnahme.
In der internationalen Szene veranstalten alle Mitgliedsländer meist jährlich sogenannte „internationale“ Treffen. Auf diesen mehrtägigen Treffen finden sich Gold-Wing-Fahrer aus allen 25 Ländern von Finnland bis Portugal, von der Ukraine bis Italien zusammen.